# Griene Dyk
De Griene Dyk ([’ɡri.ənə dik]) is een voormalig zeewerende dijk in de Nederlandse provincie Friesland die ten noorden van het dorp Minnertsga loopt en een lengte van circa vier kilometer heeft. De dijk is opgeworpen rond het jaar 1000 en maakte ooit deel uit van één lange zeewerende dijk die vanaf Dijkshoek in zuidoostelijke richting langs de dorpen Wier, Berlikum, Beetgum, Beetgumermolen, Engelum, Marssum en verder liep. 

## Geschiedenis
Tot het jaar 1300 deelde de Middelzee de provincie Friesland in tweeën. Zodoende was er een westelijk deel Westergo en een oostelijk deel Oostergo. Leeuwarden (destijds nog Nijehove), de huidige hoofdstad van Friesland lag nog aan zee. De kust van de westelijke gouw liep langs de plaatsen Berlikum, Beetgum, Marsum, Boksum en Jellum. Langs deze zeedijk waar de Griende dyk onderdeel van uitmaakte werden vele stinsen gebouwd van waaruit onder andere de verdediging werd gevoerd tegen zeerovers en indringers. Bekende states langs de zeedijk waren bijvoorbeeld Hemmema State (Berlikum) Grovestins (ten oosten van Engelum) en Martena State (Beetgum). Hemmema State heeft een belangrijke verdedigende functie gehad door als fort de haven van Tuytkum en Utgong (het huidige Berlikum) te beschermen. De Hemmema State en Berlikum hebben tevens een zeer prominente rol gespeeld in de geschiedenis van dit gebied en de Middelzee. Op die van het Poptaslot te Marssum na zijn uiteindelijk alle states en stinsen in Friesland afgebroken. Afbraak leverde helaas meer op en alleen van Martena State is de poort nog overgebleven. De states hebben een belangrijke rol vervuld en waren prominent aanwezig. Het is helaas onbekend of er states of stinsen hebben gestaan op het stuk langs de Griene Dyk. Door het dichtslibben van de Middelzee tussen 1200 en 1300 langs de gehele kustlijn maakte dat er een dijk tussen Beetgumermolen en Britsum in het jaar 1300 werd opgeworpen om de nijlanden droog te leggen. Het oostelijke deel van de dijk verloor daardoor als eerste zijn zeewerende functie. Het westelijke deel wat nu de Griene Dyk wordt genoemd behield zijn functie totdat in 1505 de Oudebildtdijk werd aangelegd en ook dit gedeelte binnendijks kwam te liggen. Dit deel is echter nooit afgegraven of uitgevlakt.

## Wandel- en fietspad
De Griene Dyk is het enig overgebleven deel van deze dijk dat nagenoeg nog in oorspronkelijk staat verkeert. Tegenwoordig is dit deel zeer goed toegankelijk als fiets- en voetpad en nog duidelijk herkenbaar door zijn verhoging in het landschap. Op enkele plaatsen na is het niet toegankelijk voor auto's. Langs het pad staan ook enkele borden met geschiedenis over de dijk vermeld.
Vanaf Minnertsga tot aan Marssum toe is de rest van de oude zeedijk verworden tot een regionale verbindingsweg voor gemotoriseerd en ongemotoriseerd verkeer tussen eerder genoemde dorpen. De delen waarop regionale wegen en fietspaden zijn aangelegd zijn in de loop der tijd uitgevlakt. Toch is vrijwel overal nog enigszins een verhoging ten opzichte van de nieuwere Bildtpolder herkenbaar. Naast de Griene Dyk is het het stuk vanaf Wier tot aan Berlikum ook nog op redelijke hoogte. In feite kan men de gehele route van Dijkshoek to aan Marssum toe nog lopen of fietsen.
De dijk moet niet verward worden met de Groene dijk nabij Sneek en de vele andere dijken die Groene dijk of Griene Dyk zijn genoemd. 